# Lista de episódios de Skip Beat!
Primeira Temporada de Skip-Beat!
| Número do episódio | Nome                     | Sinopse |
| ------------------ | ------------------------ | --- |
| Episódio 01        | E a caixa foi aberta     | O primeiro episódio começa contando a lenda da Caixa de Pandora, e logo depois, mostrando o cotidiano de Kyoko Mogami. Logo depois dela se atrasar no segundo trabalho, ela retorna a seu apartamento, e la encontra Shou Fuwa, cantor profissional, e seu amigo de infância com quem divide o apartamento. Kyoko muito devota a ele faz tudo pra agradá-lo mas acaba o ofendendo. No dia seguinte, Kyoko resolve levar um lanche para Sho em sua gravadora, e sem querer, ouve uma conversa entre ele e sua agente. Durante essa conversa, ela ouve Shou se referir a ela como à uam empregada e não uma amiga. Kyoko ao saber que foi trazida de Kyoto a Tokyo por Shou para ser uma mera empregada a dispozição dele, fica enfurecida, e a caixa de Pandora dela, se abre, libertando mil demônios vingativos dispostos a acabar com Shou, depois dela tentar sufocá-lo, Shou diz a ela que a única maneira dela se vingar, seria ela entrando no show business. No final do episódio, Kyoko vai a um salão de beleza, e usa o dinheiro do aluguel do apartamento que dividia com Shou para melhorar sua aparência. |
| Episódio 02        | Banquete de Arrepiar     | Depois de abandonar o apartamento que divdia com Shoutaro, e se mudar para o Darumaya, onde trabalha a noite, Kyoko passa os dias vagando pelas agências de celebridades em busca de uma chance. Kyoko resolve ir a LME, agencia rival da de Shoutaro, e conhece Sawara Takenori. Kyoko depois de muito insistir, e perseguir Sawara, consegue um teste na LME. Logo depois disso, encontra Ren Tsuruga, e imediatamente começa a odiá-lo tanto quanto odeia Shoutaro. O episódio se encerra com Kyoko pronta para começar seu número para o teste. |
| Episódio 03        | Uma Emoção que lhe Falta | Todos se surpreendem ao ver Kyoko segurando uma faca e um rabanete branco em seu primeiro teste. Kyoko faz uma flor com o rabanete, e todos se surpreendem. Depois de aprovada no primeiro estágio, Kyoko é reprovada no seguinte e descobre que perdeu a emoção mais preciosa do mundo: o amor. O presidente da LME, resolve trazer Kyoko devolta, mas, com um porém. Enquanto isso, no Darumaya, Kyoko decidi desistir do mundo do entretenimento e arranjar um outro emprego. |